# Маријан Бан
Маријан Бан (Сплит, 8. фебруар 1963) је хрватски песник и музичар.
Бивши је фронтмен групе Далека обала. После првих успеха, постао је професионални музичар са групом.

## Младост
Детињство је провео у Каштел Гомилици, а са десет година преселио се у Сплит. Има млађу сестру и брата о којима је често морао да брине. У раној младости уопште није изгледало да ће касније имати тако значајну улогу на овдашњој музичкој сцени, јер је завршио смер за машинство у тамошњој техничкој школи. Али музику је донело море.
Наиме, почео је да једри и већ са 14 година прешао је у најтежу класу, а крајем седамдесетих био је чак и јуниорски првак Хрватске. Логичан извор прихода био је скипер, а често је знао и да запева на једрењу, па је Бан одлучио да научи основе гитаре.

## Каријера
Према речима Бориса Хрепића, у просторијама месне заједнице у Блатинама где су Ђаволи вежбали, била је стара неочувана гитара, појавио се Бан и почео да свира песму 'Валови'. Звучали су у стилу блуза и та екипа је формирала први бенд под називом Бан и гломазни отпад. Увежбали су четири песме за првомајски наступ у сплитском Стоп клубу, али наступ тог бенда никада није одржан, већ је Бан наступио сам са гитаром.
Далека обала је одржали на Бачвицама, одсвирали су првих пар песама и ту почиње прича. Мање је познато да је Бан већ неколико година пре објављивања написао музику и текстове за десетине песама које ће се касније појавити на албумима бенда. Бенд је прилагођавао песме које би Бан доносио на пробе, транспонујући неке од њих из дура у мол, полако стварајући сопствени звук. Бан је био забаван на сцени, имао је харизму и није се држао рокерских клишеа са пуно приче, а имао је и специфичне песме, оригиналног израза. Први прави наступ имали су 27. новембра 1988. године. 2001. година званично се распада бенд, а чини се као да је Бан то свесно или несвесно најавио у песми "Рузинави брод".
Ипак, као група „Маријан Бан и остали” 2003. године издају албум обрада великих регионалних хитова као што су „Лоше вино”, „Твоје њежне године”, „Не дај се Инес”, „Галеб и ја” или „Остала си увијек иста”. Бан је потом десет година наступао са Диктаторима, да би се 2017. повукао са сцене.
Бан је говорио да је кључну улогу имао Нено Белан. Белан је сарађивао са Баном и Далеком обалом на пратећим вокалима.

## Приватни живот
Разлог повлачења са сцене је било здравствено стање. Такође је избегао мождани удар.
У браку је са Домином већ 36 година. Имају троје деце и три унучића.

## Награде и признања
Освојио неколико Порина.
- 1999 Хит године (композиција "Југо")
- 2001 Песма године (композиција "Рузинави брод")
- 2023 Животно дело[5]